# Amerikanisch-Samoa

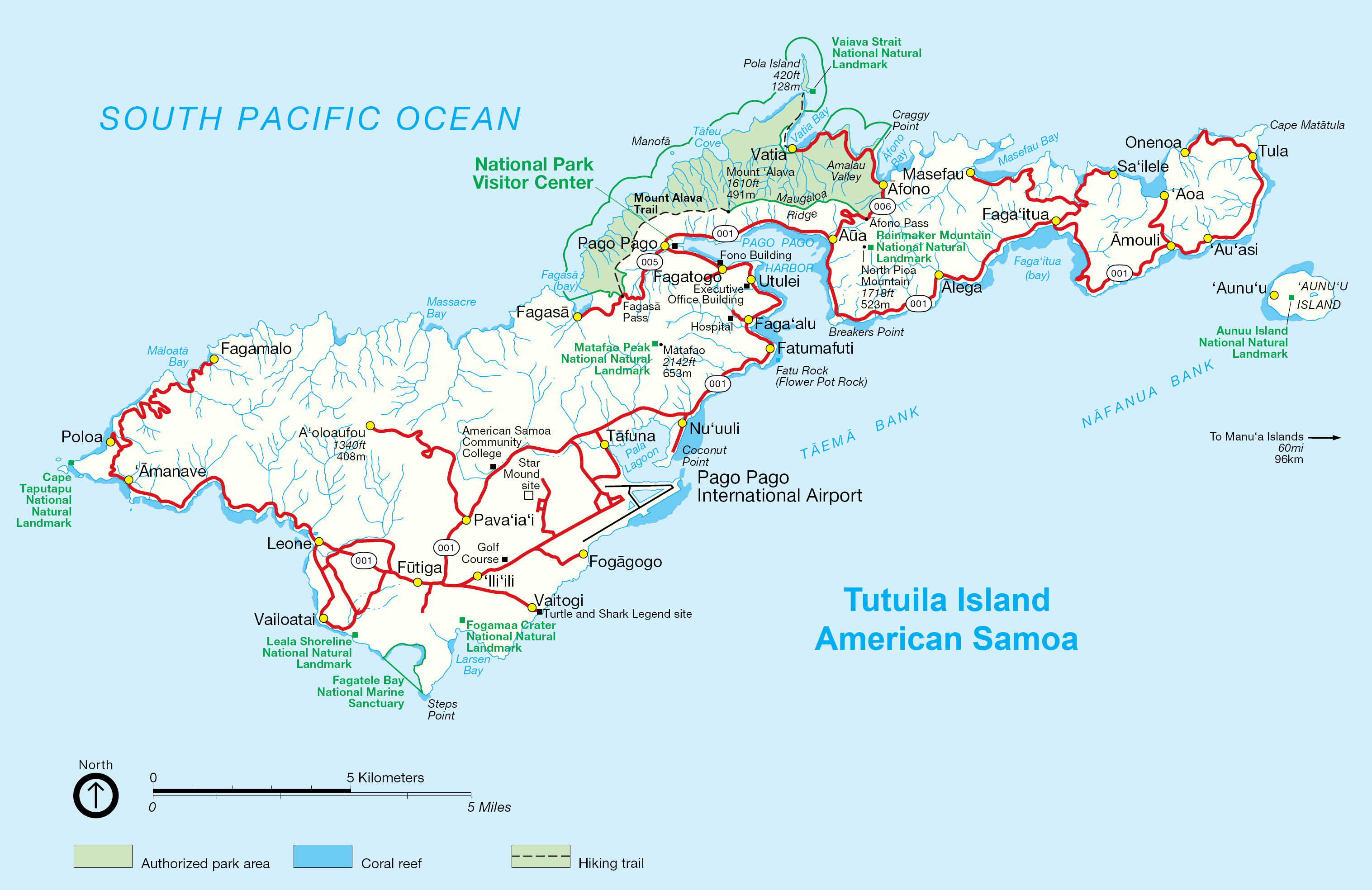
Detaillierte Karte von Tutuila

Amerikanisch-Samoa (englisch American Samoa, samoanisch Sāmoa Amelika) ist als Teil von Amerikanisch-Ozeanien ein Außengebiet der Vereinigten Staaten im südlichen Pazifik. Amerikanisch-Samoa ist Teil der Samoainseln und schließt südöstlich an den unabhängigen Staat Samoa an. Die flächengrößte und bevölkerungsreichste Insel Amerikanisch-Samoas ist Tutuila mit dem Hauptort Pago Pago.
Ein besonderes kulturelles Merkmal der gesamten Inselgruppe ist das Nebeneinander von modernem amerikanischem Lebensstil und samoanischen Traditionen.
Während des Zweiten Weltkriegs erlangte Amerikanisch-Samoa in den Jahren 1942 bis 1945 vorübergehend größere strategische Bedeutung für die Vereinigten Staaten, da der Bau einer Marinebasis und eines Flughafens (Pago Pago International Airport) beschlossen wurde.
Kritische Stimmen bezeichnen die fehlende Selbstbestimmung von Amerikanisch-Samoa und die Kontrolle durch die US-Regierung als koloniales Verhältnis. Das Territorium steht seit 1946 auf der UN-Liste der Hoheitsgebiete ohne Selbstregierung.

## Geographie
Amerikanisch-Samoa ist das größte US-Territorium südlich des Äquators. Es erstreckt sich auf einige Vulkaninseln und zwei kleine Atolle in Polynesien:
- Tutuila mit umliegenden kleineren Inseln, darunter Aunuʻu,
- die Gruppe der Manuainseln mit Taʻū und Ofu-Olosega,
- das Atoll Swains Island und
- das Rose-Atoll.

Die Vulkane sind allesamt erloschen, während die Berge der Inselgruppe durch Erosion stark zerklüftet sind. Die höchste Erhebung des Inselstaats ist der Lata auf der Insel Taʻū mit einer Höhe von 966 Metern über dem Meeresspiegel.
Amerikanisch-Samoa hat zudem Korallenriffe und Lagunen, welche durch das National Marine Sanctuary geschützt sind.
Wichtige Ortschaften, neben der Hauptstadt Pago Pago, sind Tula Village, Amanave, Vaitogi und Tāfuna.

## Bevölkerung
89 % der Einwohner sind polynesische Samoaner, 2 % Weiße (Europäer/Amerikaner), 4 % Tongaer und 5 % gehören einer anderen Ethnie an. Koreanische und chinesische Einwanderer fanden vor allem in der Fischindustrie eine Beschäftigung, während Amerikaner vorwiegend in Verwaltungsberufen tätig sind.
Die Einwohner sind nicht generell Staatsbürger der Vereinigten Staaten von Amerika, sondern Staatsangehörige (US-National) mit unbegrenzter Einreise- und Aufenthaltsberechtigung in den USA, aber ohne Wahlrecht bei Präsidentschaftswahlen (Amerikanisch-Samoa wählt einen nicht abstimmungsberechtigten Delegierten in den Kongress).
Im Jahr 2009 war Amerikanisch-Samoa weltweit das Land mit dem größten Anteil Übergewichtiger an der Gesamtbevölkerung. Das hierfür geltende Kriterium eines Body-Mass-Index (BMI) > 25 wurde von 93,5 % der Bevölkerung erfüllt. (Zum Vergleich: In den USA wird dieses Kriterium von 66,7 % der Bevölkerung erfüllt.)

### Entwicklung
| Jahr | Einwohnerzahl |
| ---- | ------------- |
| 1950 | 18.940        |
| 1960 | 20.013        |
| 1970 | 27.292        |
| 1980 | 32.457        |
| 1990 | 47.038        |
| 2000 | 57.521        |
| 2010 | 55.637        |
| 2017 | 55.641        |
| 2020 | 49.710        |

### Sprachen
Amtssprachen sind Englisch und Samoanisch, eine polynesische Sprache, die von 90,6 % als Muttersprache gesprochen wird. 2,9 % der Bevölkerung sind englische und 2,4 % tonganische Muttersprachler. Der Großteil der Einwohner ist bilingual.

### Religionen
Vorherrschende Religion ist das Christentum, dem nahezu alle Einwohner angehören.
- Protestantismus – 57 %:
  - Congregational Christian Church – 29,2 %
  - Pfingstbewegung – 15,1 %
  - Methodistische und Wesleyanische Kirchen – 6,7 %
  - Siebenten-Tags-Adventisten – 5,5 %
- Mormonen – 22,3 %
- Katholiken – 19 %
- Bahaitum – 1,5 %
- Zeugen Jehovas – 0,4 %[8]

## Geschichte
Die erste Besiedlung fand vermutlich bereits 1000 v. Chr. statt. Samoa wurde von europäischen Entdeckern erstmals im 18. Jahrhundert gesichtet. Walfängerboote fanden im Tiefseehafen von Tutuila einen idealen Anlegeplatz, der später das Interesse der USA weckte. Nach mehreren internationalen Streitigkeiten des 19. Jahrhunderts wurde der Archipel Samoa 1899 durch einen völkerrechtlichen Vertrag (Samoa-Vertrag) zwischen dem Deutschen Reich und den USA in Deutsch-Samoa (Westsamoa) und Ostsamoa aufgeteilt.
Amerikanisch-Samoa wurde am 17. April 1900 durch den Treaty of Cession of Tutuila (20. Februar 1929 ratifiziert) zu einem abhängigen Gebiet der USA. Es ist nicht mit dem Unabhängigen Staat Samoa, der später aus der westlich davon liegenden deutschen Kolonie entstand, zu verwechseln. Seit 1946 steht das Territorium auf der UN-Liste der Hoheitsgebiete ohne Selbstregierung.
Während des Zweiten Weltkriegs diente Pago Pago der US-Marine als wichtiger Stützpunkt im Pazifik. Als Flottenbasis unterstand Amerikanisch-Samoa verwaltungsmäßig bis 1951 dem Marineministerium der Vereinigten Staaten. Neun Jahre später erhielt das Territorium seine erste Verfassung. Innerhalb weniger Jahrzehnte hielten amerikanischer Lebensstil und moderne Technik Einzug in dem Gebiet, während die Infrastruktur durch den Bau von Schulen, neuen Straßen, eines Flughafens, eines Krankenhauses und eines Hotels ausgebaut wurde.
Am 29. September 2009 wurde Amerikanisch-Samoa nach einem Erdbeben der Stärke 8,0 (um 17:48h UTC) rund 200 Kilometer südlich im Pazifik von einem Tsunami getroffen. Betroffen war auch die Hauptstadt Pago Pago. Auf der Insel gab es mindestens 24 Tote und 50 Verletzte.

## Politik
Die Regierungsform von Amerikanisch-Samoa ist eine repräsentative Demokratie. Die Inselgruppe gilt zwar offiziell als Unorganized Territory, also als Gebiet, das zu keinem US-Bundesstaat gehört und somit keine Selbstverwaltung hat. Faktisch existiert jedoch auf Samoa eine Form von Selbstverwaltung mit einem eigenen Parlament, dem American Samoa Fono. Oberhaupt der Regierung ist der Gouverneur von Amerikanisch-Samoa, Pula Nikolao Pula. Dieser ist dem Innenministerium der Vereinigten Staaten unterstellt.
Die auf Amerikanisch-Samoa geborenen Menschen sind US nationals, nicht aber US citizens. Dies bedeutet, dass die Bevölkerung kein aktives oder passives Stimmrecht bei US-Wahlen auf Bundesebene hat, jedoch ungehindert in die USA ein- und ausreisen kann. Die lokale Regierung kann außerdem nur einen nicht-stimmberechtigten Vertreter in das Repräsentantenhaus der Vereinigten Staaten wählen.

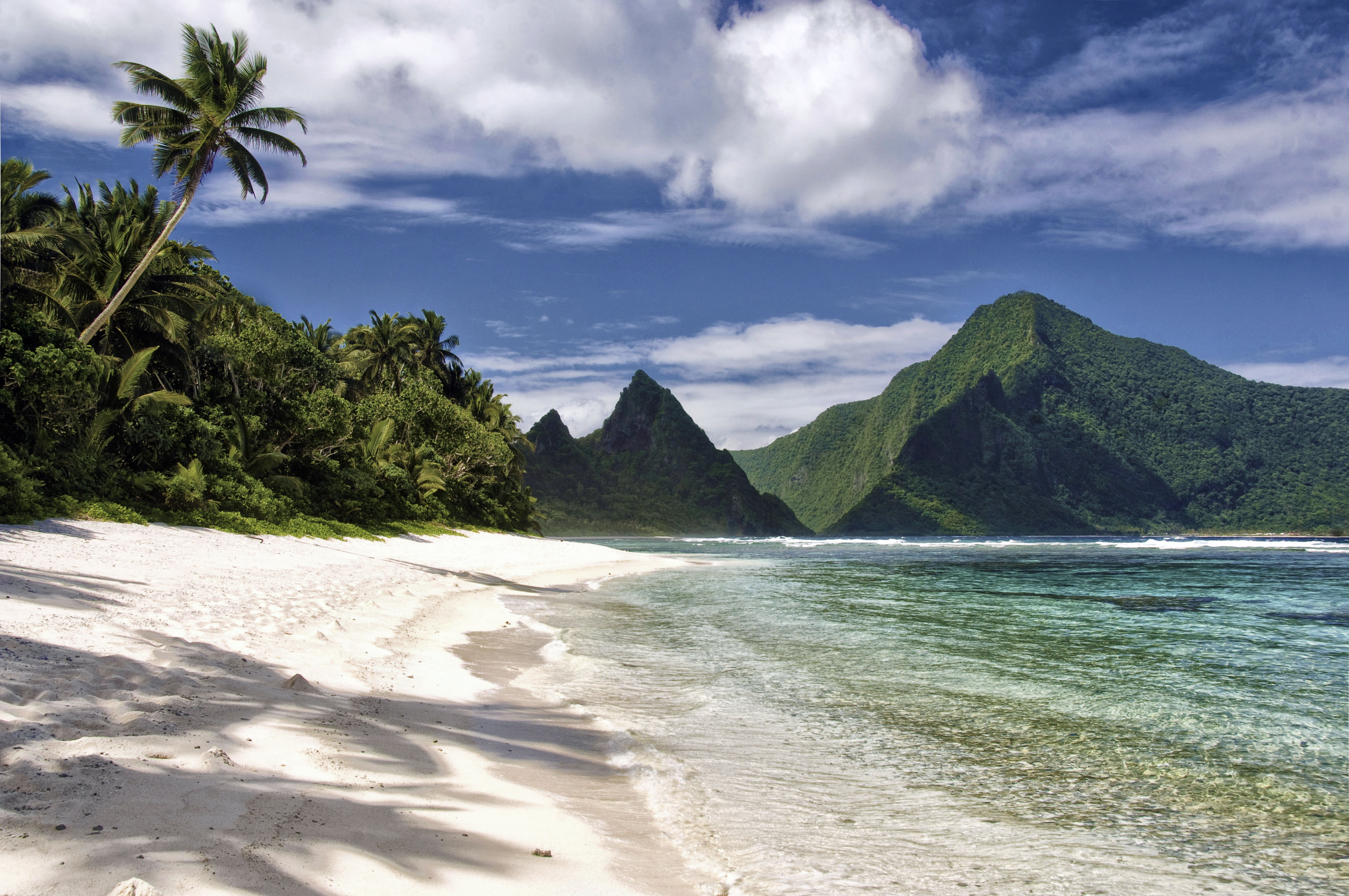
Strand im Nationalpark auf Ofu

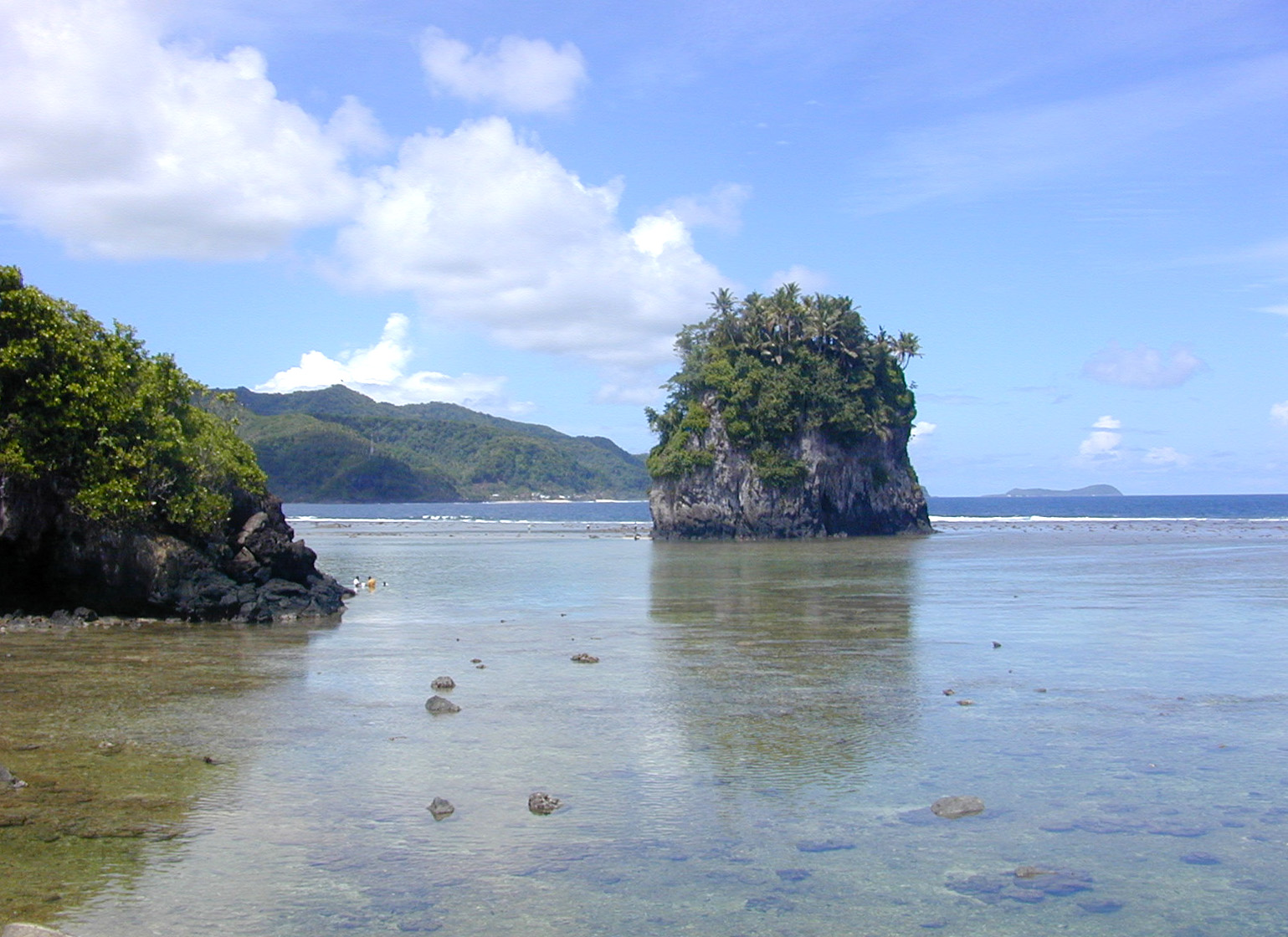
Fatu Rock (rechts) und Futi Rock (links), kleine Inseln am Riff von Tutuila an der Einfahrt zum Pago Pago Harbor (im Hintergrund)

## Wirtschaft
Die samoanische Wirtschaft ist stark von den USA abhängig, die zugleich wichtigster Handelspartner sind. Hauptwirtschaftszweig sind der Thunfischfang und die Thunfischverarbeitung. Außerdem profitiert der Südseestaat von Subventionen seitens der US-Regierung sowie von Entwicklungshilfen und Infrastrukturprojekten. Davon profitiert der sich immer stärker entwickelnde Tourismus.
Die Haushaltsausgaben des Südseestaats betrugen 1996/97 127 Mio. US-Dollar, die Einnahmen 121 Mio. US-Dollar. Das Bruttoinlandsprodukt lag 2005 bei 6320 US-Dollar pro Einwohner. Von den 57.881 Einwohnern waren 2005 17.630 erwerbstätig, was einer Arbeitslosenquote von 29,8 % entspricht.

## Kultur

### Nationalpark
Der Nationalpark von Amerikanisch-Samoa wurde 1988 gegründet und liegt verteilt über die Inseln Tutuila, Ofu und Taʻū.

### Sport

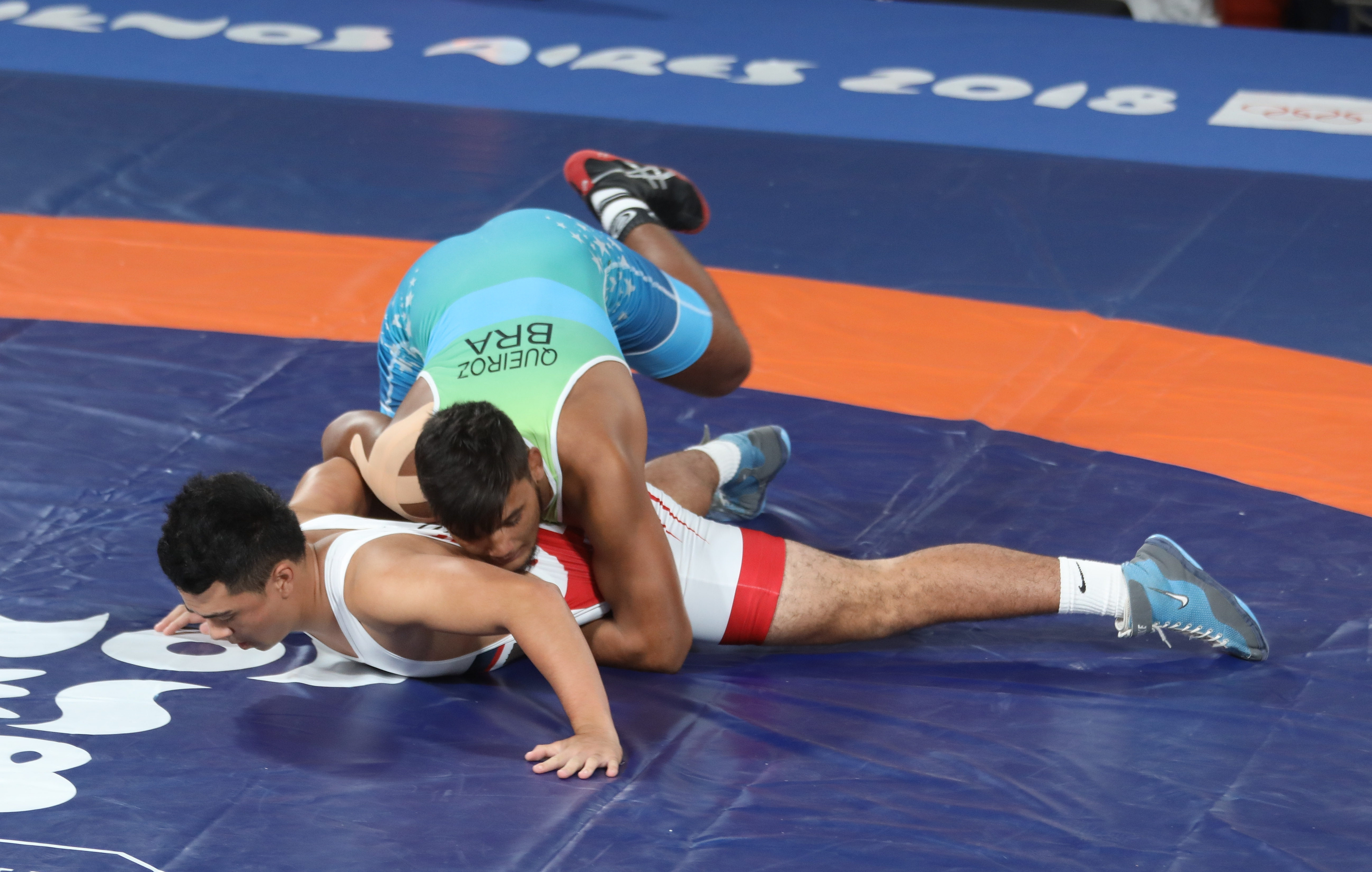
Ringer Ariston Bartley im Kampf um den 5. Platz bei den Olympischen Jugendspielen gegen Igor Queiroz (Brasilien)

Am 30. Mai 1985 wurde das NOK von Amerikanisch-Samoa (ASNOC) gegründet und am 12. Mai 1987 bei der Sitzung in Istanbul vom IOC als Mitgliedsverband anerkannt und aufgenommen. Seit 1988 nimmt Amerikanisch-Samoa an Olympischen Sommerspielen teil und stellte seitdem immer mindestens drei Teilnehmer. 1996 nahm erstmals eine weibliche Sportlerin des NOKs teil. Faauuga Muagututia und Brad Kiltz nahmen 1994 bislang als einzige Amerikanisch-Samoaner als Bobsportler an Winterspielen teil. Seit der ersten Austragung 2010 wird auch immer bei den Olympischen Jugendsommerspielen gestartet. Mit den Beachhandballerinnen nahm bei den Jugend-Sommerspielen 2018 erstmals ein Team in einer Mannschaftssportart teil. Insgesamt traten bislang 55 Sportler des Nationalverbandes bei Olympischen Spielen an, davon 16 Frauen und 39 Männer. 34 bei Olympischen Sommerspielen, zwei bei Winterspielen und 21 bei Jugend-Sommerspielen.
Zentrale olympische Sportarten des Verbandes sind Leichtathletik, Gewichtheben sowie in neuerer Zeit Schwimmen, darüber hinaus Judo, Boxen, Segeln und besonders bei den Jugendspielen Ringen. Daneben gab es einen Einzelstarter im Bogenschießen. Das beste Einzelergebnis erreichte der Boxer Maselino Masoe 1992 als Fünfter. In Mannschaftssportarten konnte bislang einzig die Beachhandball-Mädchenmannschaft bei den Jugendspielen 2018 bei einem olympischen Ereignis starten.
Die Fußballnationalmannschaft von Amerikanisch-Samoa konnte beim 2:1 gegen Tonga in den Qualifikationsspielen für die Fußball-Weltmeisterschaft 2014 am 22. November 2011 ihren ersten Sieg gegen einen Verband der FIFA feiern. Zuvor gelangen nur Erfolge gegen die Auswahl von Wallis und Futuna, deren Verband allerdings nicht Mitglied der FIFA ist. Amerikanisch-Samoa hat den Rekord „die höchste Niederlage einer Fußballnationalmannschaft“ inne, seit sie am 11. April 2001 mit 31:0 gegen das Team aus Australien verlor.
Die Hammerwerferin Lisa Misipeka gewann bei den Leichtathletik-Weltmeisterschaften 1999 in Sevilla mit einer Weite von 66,06 m die Bronzemedaille. Es war die erste Medaille überhaupt für Amerikanisch-Samoa bei Weltmeisterschaften. Misipeka ist mit drei Teilnahmen auch die Rekordolympionikin ihres Landes. Mit Sogelau Tuvalu startete am 28. August 2011 ein Bewohner des Inselstaats bei den Leichtathletik-Weltmeisterschaften in Daegu. In seiner eigentlichen Paradedisziplin, dem Kugelstoßen, verpasste er die Qualifikation und ging daher im 100-Meter-Lauf an den Start, wo er im Vorlauf mit vielen Metern Rückstand zum Sieger und einer Zeit von 15,66 s als Letzter ausschied.

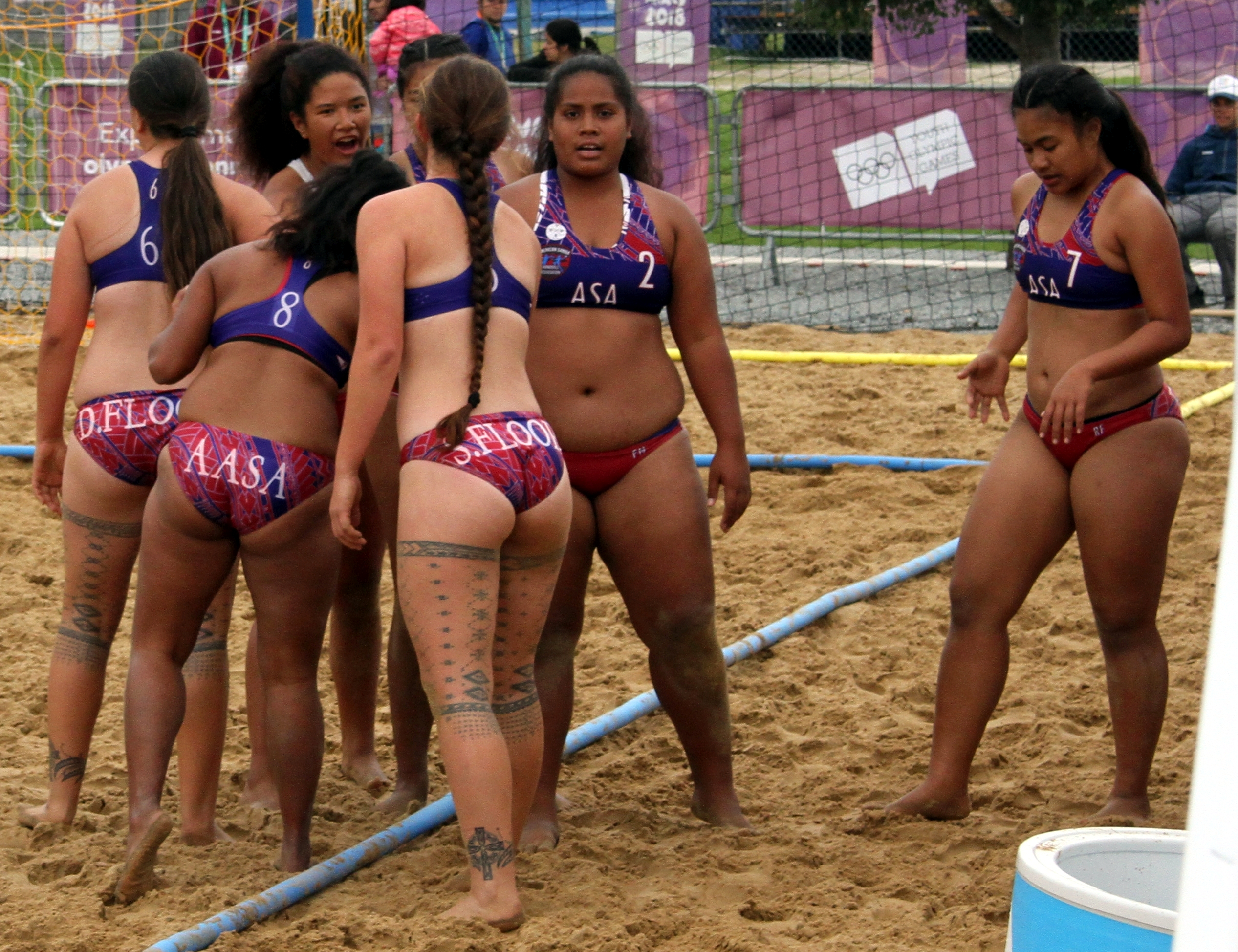
Die Beachhandball-Mannschaft Amerikanisch-Samoas im Trostrundenspiel gegen Hongkong bei den Olympischen Jugendspielen 2018

Angetrieben vorm vormaligen Ringertrainer Carl Sagapolutele Floor, der nach einer neuen Betätigung suchte, nachdem sein eigentlich für die Olympischen Sommerspiele 2012 in London qualifizierter Sohn C.J. Floor nach internen Streitigkeiten nicht vom Verband für die Spiele nominiert worden war, wird seit 2014 Handball in Amerikanisch-Samoa gespielt. Binnen weniger Jahre wurde der Sport zur am schnellsten wachsenden Sportart des Landes. Da es keine entsprechende Halle gibt, wird Hallenhandball nur in anderen Ländern gespielt, verbreitet ist Street Handball auf Kleinfeldern auf verschiedenen Untergründen im Freien und vor allem Beachhandball. Im Beachhandball konnten schon verschiedene Erfolge erreicht werden. Bei den Beachhandball-Ozeanienmeisterschaften 2018 und 2019 wurde die Frauennationalmannschaft jeweils Vizekontinentalmeister hinter Australien, die weibliche Nachwuchsnationalmannschaft gewann den Titel bei den U-17-Ozeanienmeisterschaften 2017, nahm an den ersten U-17-Weltmeisterschaften 2017 auf Mauritius teil, wo der 12. Rang belegt wurde und die Qualifikation für die Olympischen Jugend-Sommerspiele 2018 in Buenos Aires gelang, wo die Mannschaft Elfte wurde.